# Зерноїд чорноспинний
Зерноїд чорноспинний (Sporophila nigrorufa) — вид горобцеподібних птахів родини саякових (Thraupidae). Мешкає в Болівії і Бразилії.

## Опис

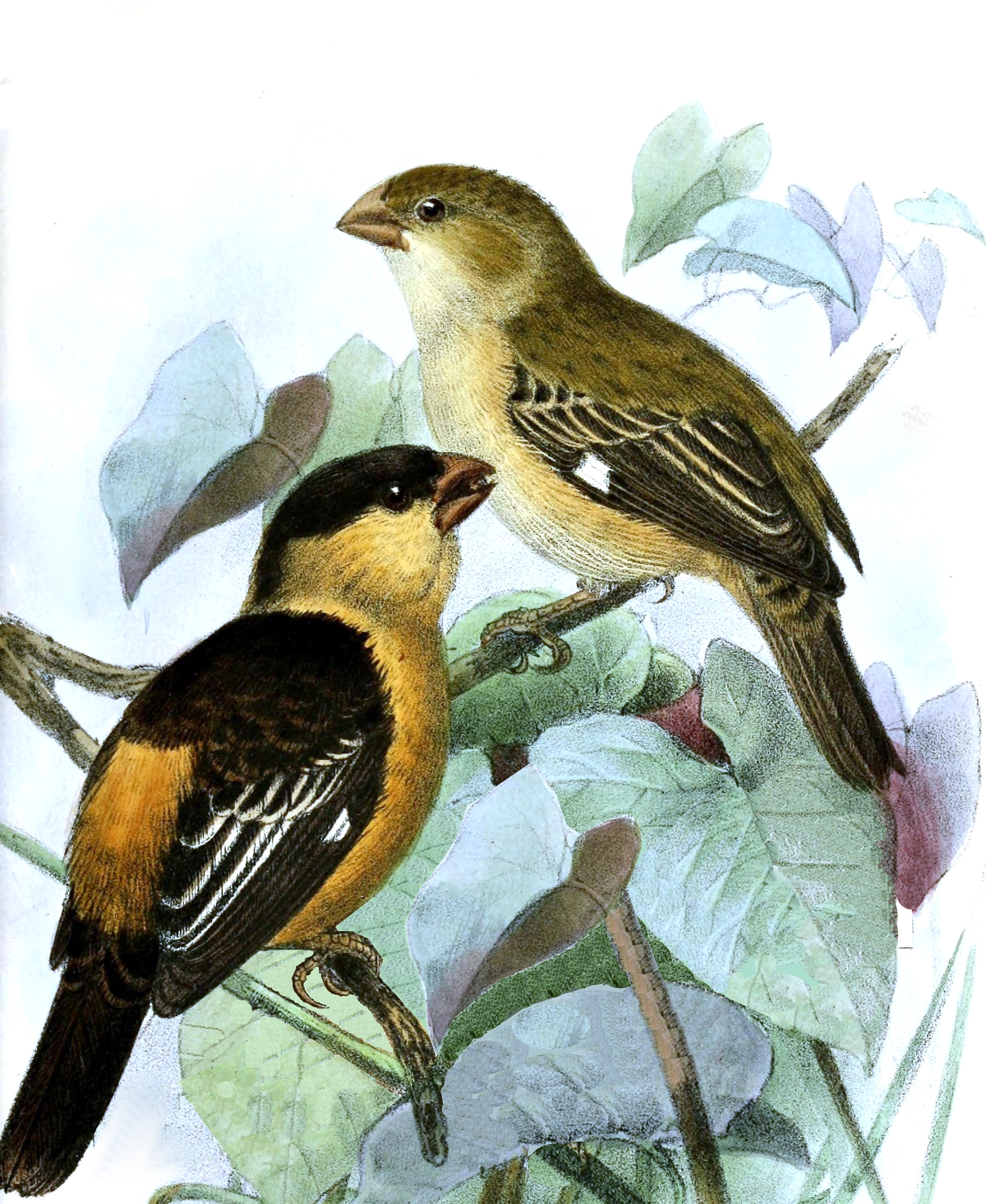
Пара чорноспинних зерноїдів

Довжина птаха становить 10 см. Виду притаманний статевий диморфізм. У самців верхня частина голови, шия, верхня частина спини, крила і хвіст чорні, нижня частина тіла і нижня частина спини рудувато-коричневі. Щоки світлі. Дзьоб великий чорний. Самиці мають переважно оливково-зелена забарвлення.

## Поширення і екологія
Чорноспинні зерноїди мешкають на болотах Пантаналу на сході Болівії та в бразильських штатах Мату-Гросу і Мату-Гросу-ду-Сул. Вони живуть на заплавних луках та на болотах. Зустрічаються на висоті до 500 м над рівнем моря. Сезонно мігрують.

## Збереження
МСОП класифікує цей вид як вразливий. Чорноспинним зерноїдам загрожує знищення природного середовища.